# Mar d'Ariake
La mar d'Ariake (有明海, Ariake-kai) és una mar interior de l'illa de Kyushu, al Japó. La mar està envoltada per les costes de les prefectures de Fukuoka, Saga, Nagasaki i de Kumamoto. És la badia més gran de Kyûshû, malgrat tindre una profunditat de només 50 metres i fins a 4 metres amb les marees extremes.
Alguns dels ports més importants d'aquesta mar són els de Misumi, a Uki, Kumamoto; el de Shimabara, a Nagasaki; el de Taira, a Unzen, Nagasaki; el de Nagasu, a Kumamoto; el de Kumamoto; el de Miike, a Ōmuta, Fukuoka; el de Kuchinotsu, a Minami-Shimabara, Nagasaki i el d'Oniike, a Amakusa, Kumamoto. Cinc línies de transboradador travessen aquesta mar.